# David Worth
David Worth (né le 2 mars 1940) est un directeur de la photographie et réalisateur américain.

## Filmographie

### Comme directeur de la photographie
Au cinéma
- 1975 : Poor Pretty Eddie de lui-même et Chris Robinson
- 1977 : Death Game de Peter S. Traynor
- 1980 : Bronco Billy de Clint Eastwood
- 1980 : Ça va cogner de Buddy Van Horn
- 1986 : Stargrove et Danja, agents exécutifs de Gil Bettman
- 1988 : Bloodsport - Tous les coups sont permis de Newt Arnold
- 1990 : China Cry: A True Story de James F. Collier
- 1992 : Lady Dragon de lui-même
- 1993 : Lady Dragon 2 de lui-même
- 1996 : American Tigers de lui-même
- 1996 : All's Fair in Love & War de James Tyler
- 1997 : True Vengeance (vidéo) de lui-même
- 1998 : McCinsey's Island de Sam Firstenberg
- 1999 : The Prophet's Game de lui-même
- 2001 : Time Lapse (vidéo) de lui-même
- 2002 : Air Strike (vidéo) de lui-même
- 2002 : Shark Attack III (vidéo) de lui-même
- 2005 : Man with the Screaming Brain de Bruce Campbell
- 2006 : House at the End of the Drive de lui-même
- 2006 : Honor de lui-même
- 2007 : Headless Horseman d'Anthony C. Ferrante

À la télévision
- 1984 : The Night They Saved Christmas de Jackie Cooper
- 2004 : Raptor Island de Stanley Isaacs
- 2004 : Puppet Master vs Demonic Toys de Ted Nicolaou (en)
- 2005 : Alien Apocalypse de Josh Becker
- 2006 : The Black Hole de Tibor Takács

### Comme réalisateur
- 1979 : Hard Knocks
- 1983 : Le Chevalier du monde perdu (I predatori dell'anno Omega)
- 1984 : Vengeance of a Soldier
- 1989 : Kickboxer coréalisé avec Mark DiSalle
- 1992 : Lady Dragon
- 1993 : Lady Dragon 2
- 1994 : Retour de flammes (Chain of Command)
- 1996 : American Tigers
- 1997 : True Vengeance (vidéo)
- 1999 : The Prophet's Game
- 2001 : Shark Attack 2 (vidéo)
- 2001 : Time Lapse (vidéo)
- 2002 : Air Strike (vidéo)
- 2002 : Shark Attack III (vidéo)
- 2006 : House at the End of the Drive
- 2006 : Honor